# Hortonworks
Hortonworks est une société de logiciels informatique basée à Santa Clara, en Californie. La société se concentre sur le développement et le soutien de Hadoop, un framework Java qui permet le traitement distribué de grands volumes de données par des grappes de serveurs.
Elle a fusionné avec Cloudera.
Le titre était coté, fin 2018, en bourse NASDAQ avec le code HDP. Il a été retiré lors de la fusion.

## Histoire
Hortonworks a été fondé en juin 2011, financé à hauteur de 23 millions de dollars par Yahoo! et Benchmark Capital comme une société indépendante. Le nom de la société fait référence aux livres pour enfant Horton the Elephant et Horton Hears a Who! de Theodor Seuss Geisel. En novembre 2011, de nouveaux investisseurs regroupés derrière Index Ventures apportent 25 millions de dollars supplémentaires.
En mai 2014, Hortonworks acquiert XA Secure, une société de sécurité des données, pour ajouter une couche de sécurité à sa plate-forme de données Hadoop. Cette couche sera rendue open-source en juillet 2014 tout d'abord sous le nom Apache Argus puis Apache Ranger.
En décembre 2014, Hortonworks entre en bourse avec 6 250 000 actions cotées au NASDAQ.
En août 2015, Hortonworks acquiert Onyara, une société émanation de la NSA, délivrant un outil graphique pour traiter et distribuer des données et rendu open-source (et devenu Apache Top Level Project) sous le nom Apache NiFi.
En octobre 2018, Cloudera et Hortonworks annoncent la fusion de leurs activités dans une nouvelle entité détenue à 60 % par les actionnaires de Cloudera et à 40 % par ceux de Hortonworks.

## Hortonworks Data Plateform
Pour les articles homonymes, voir HDP.
Hortonworks est l'éditeur d'Hortonworks Data Platform (HDP), une plate-forme de données basée sur Hadoop qui comprend entre autres les systèmes Hadoop Distributed File System (HDFS), Hadoop MapReduce, Apache Pig, Apache Hive, Apache HBase et Apache ZooKeeper. Cette plate-forme est utilisée pour analyser, stocker et manipuler de grandes quantités de données. La dernière version 2.6 d'Hortonworks est disponible depuis le 4 avril 2017.